# Auguste Brepson
Œuvres principales
- Un gosse

Auguste Brepson , né à Saint-Ouen le 5 juin 1884 dans un milieu pauvre, et mort le 8 avril 1927 à Paris est un écrivain et bouquiniste français. Il laisse derrière lui des nouvelles et des contes publiés dans les journaux littéraires de l’époque, et un livre, Un gosse, qui a fait l’objet de nombreux articles dans les revues littéraires, dans des publications scientifiques en histoire sociale et dans des ouvrages récents. Le manuscrit de son second livre n’a pas pu être retrouvé. Un gosse avait fait partie de la vingtaine de livres sélectionnés pour le Goncourt sur plus de deux cents. Sa non-attribution a été justifiée par le fait qu'il s'agissait d'un ouvrage posthume.
L'amour de la littérature lui a permis de transcender des conditions sociales cruelles et dramatiques, et de parvenir malgré elles à nous atteindre aujourd'hui. Sans doute visionnaire, il pensait que son livre avait son propre destin. 90 ans exactement après sa mort, son livre a été réédité en 2017 par Plein Chant.

## Biographie
La famille maternelle d’Auguste Brepson est originaire de Villersexel. Adèle Eugénie Mange (-1915), sa grand-mère se marie avec Marie Antoine Ferdinand Brepson (fils de Pierre Brepson, aubergiste et Hyacinthe Noirot) en 1859, avec lequel elle aura 3 enfants : Dephin (1859-1915), Auguste Théophile (1861-) et Marie-Louise (1864-1935). Cette dernière est la mère d’Auguste Brepson. À la suite du décès de son mari en 1867 à 35 ans, Adèle Mange/Brepson quitte la région avec ses enfants pour s’installer à Paris vers 1870. Adèle Mange décède en 1915 dans le 20ème alors qu’Auguste Brepson avait 31 ans.
Auguste Brepson naît au 78 rue des Rosiers à Saint-Ouen le 5 juin 1884. Vers 1910, il se marie avec Rosalie Marie Joséphine Miesch (1887-1943) dont il aura deux enfants : Roland (1917-1960) et Simone (1918-2016). Successivement ouvrier, employé, Auguste Brepson ouvre une bouquinerie à l’angle de la rue Lecourbe et de la rue de la Convention. Autodidacte, passionné par la littérature, il écrit un premier roman, Un gosse, qui sera finalement publié peu de temps après sa mort en 1928. Pour les besoins alimentaires, outre son activité de bouquiniste, il publie également des contes et nouvelles dans des journaux littéraires. Il aimait également la musique et jouait de la mandoline.
Auguste Brepson avait rédigé un deuxième livre, la suite d’Un gosse et un troisième sur sa vie en tant que bouquiniste, mais il meurt victime de la tuberculose (maladie de Pott) le 8 avril 1927 à son domicile, 11 rue Magisson dans le XVème, avant même que son premier roman soit publié. Sa fille n’avait pas 10 ans et son fils 11 ans.
A la mort d’Auguste Brepson, Rosalie Brepson-Miesch reprend la librairie, mais il n’y avait pas assez de revenus pour que ses enfants fassent des études. Elle va s’employer toute sa vie à obtenir des bourses.
Auguste Brepson est inhumé au cimetière de Bagneux, ainsi que sa femme Rosalie Miesch décédée le 13 mars 1943 dans le 15e, et son fils Roland, décédé dans un accident de voiture le 31 décembre 1960.

## Un gosse
Les critiques littéraires de l’époque ont considéré l’ouvrage Un gosse comme une autobiographie, ce qui a toujours été réfuté par sa fille Simone Brepson-Boucheix (1918-2016). À la suite de sa réédition en 2017, les recherches de Dominique Cottel mandaté par Plein Chant, notamment sur l’état civil, ont pu établir que l’ouvrage n’est pas un roman autobiographique. À l’appui de ses recherches, il s’avère que le roman ne décrit pas la vie d’Auguste Brepson. La mère d’A. Brepson, Marie-Louise Brepson, loin de succomber d’une hémorragie une heure après sa naissance comme décrit dans Un gosse, mourut en avril 1936 (soit 9 ans après la mort d’A. Brepson) dans le 14e et est inhumée au cimetière de Thiais.
Pour ce qui est de la grand-mère d’Auguste Brepson, rien ne prouve, ni n’infirme qu’elle ait élevé l’enfant. On a toutefois la certitude qu’elle habita en 1898 tout près de la sinistre Cité Jeanne d’Arc, au 55 rue Clisson, comme indiqué dans Un gosse, mais elle y demeurait avec ses deux fils, Delphin et Auguste (Théodule) Brepson, comme cela apparaît sur l'acte de mariage de Delphin la même année. Auguste Brepson avait alors quatorze ans. Elle habitera ensuite au 4 impasse Montferrat dans le XIXème où elle mourra en 1915, la même année que son fils Delphin. A. Brepson avait 31 ans.
Dans cet ouvrage, considéré comme un témoignage rare de terrain en histoire sociale, l'auteur se nourrit de son vécu, de ses expériences et  de celles de sa famille pour décrire l’enfance misérable d’un gamin dans le Paris de la fin du XIXe/début XXe siècle.

## Publications

### Roman
- Un gosse, récit (Éd. Rieder, Paris, 1928). Nouvelle édition, Plein Chant, 2017.

### Contes et récits
- 1830, La Pensée Française, N°124, Août 1926, pp.9-10[2].
- Au Cirque, Le Quotidien, 23 juin 1927[3].
- La Halte, Nouvel Age, N°7, juillet 1931, pp.654-655.
- La dernière Aubade, Ève supplément hebdomadaire illustré de La Tribune, n°30 de novembre 1924[4].
- La défunte Bièvre, La Nouvelle Revue Critique, N°2, 15 mars 1923, pp.136-138.
- L’accusatrice, Les contes du Quotidien, 6 juillet 1926[5].
- Le Banc, Le Petit journal illustré, 1923, p.65.
- Une rage de dent, Le Quotidien, 9 février 1927[6].
- Un gosse, par chapitres, 1923 (L’Ère Nouvelle) 1928, juin-juillet 1929 (Le Peuple), 1931 et 1936 (L'Œuvre).
- Dans d'autres revues : La Veillée des chaumières (sous pseudonyme ?),  Ariane, Le Peuple ?

### Extraits dans les manuels scolaires
- 9/01/1937, L’École et la Vie. Manuel de Morale et Instruction civique, p.365. Extrait de Un gosse, suivi de Directions pédagogiques.
- 20/03/1948, L’École et la Vie. Manuel de Morale (13) p. 293 pour C.P. (Cours préparatoire) et C.E. (Cours Elémentaire). Extrait de Un gosse, suivi d’un extrait des Misérables de Victor Hugo, suivi de 3 questions pour la Leçon.

## Prix

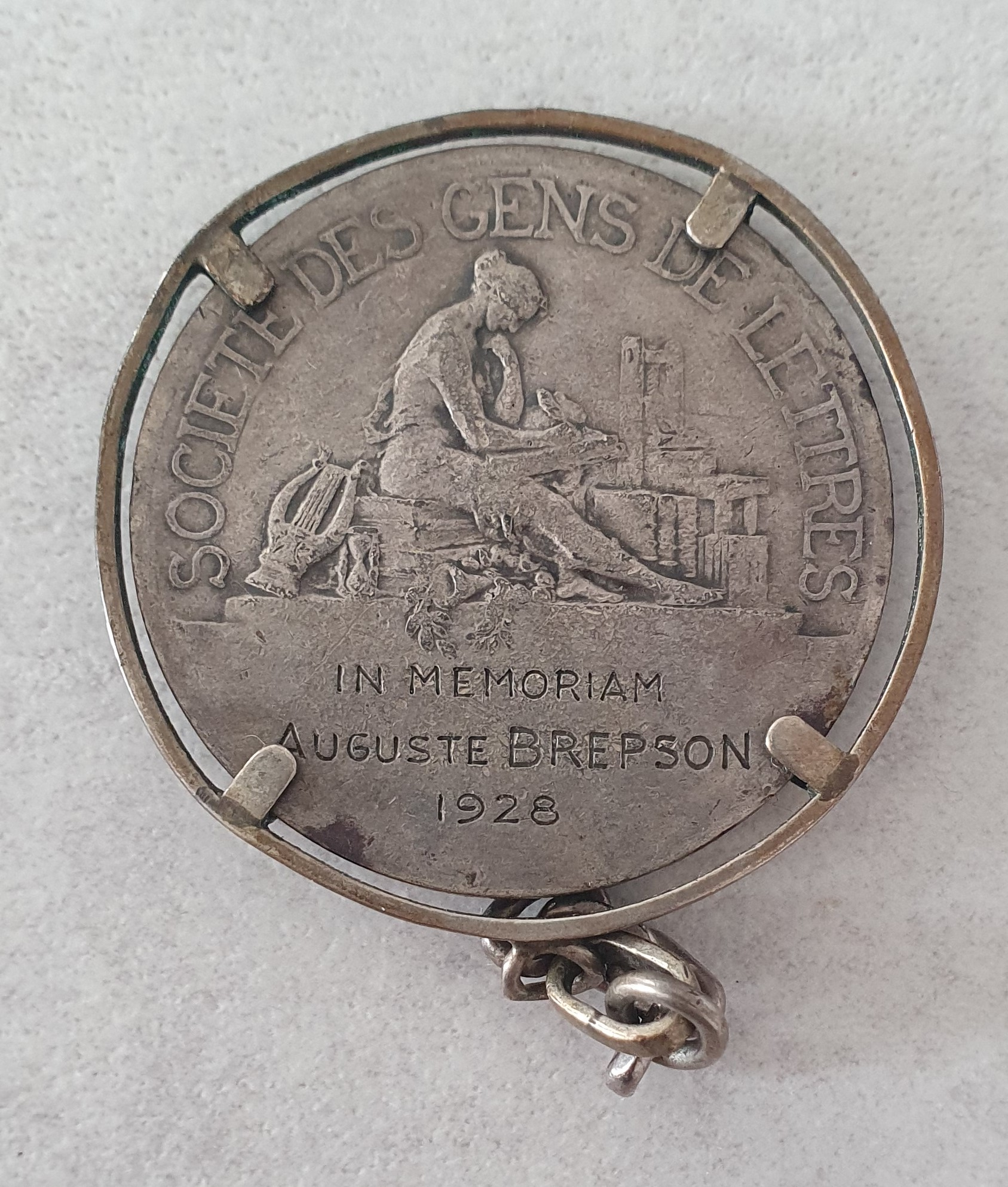
Auguste Brepson Médaille de la Société des Gens de Lettres

Mme Veuve Brepson a obtenu le Prix Lambert de l'Académie Française en 1929 (Gallica : Journal des Débats Politiques et Littéraires du 20 décembre 1929). Le Prix Lambert est "attribué à des hommes de lettres ou à leurs veuves, auxquels il serait juste de donner une marque d'intérêt public" (source : site de l'Académie Française) ; le prix se montait à 800 F en 1883, à 1600 en 1934 (pas de chiffre pour 1929).
Auguste Brepson a été admis adhérent de la Société des Gens de Lettres le 19/5/1924. Il a reçu la médaille du souvenir de la Société des Gens de Lettres (SDGL) en 1928 à titre posthume.

### Ouvrages
- 2017 : Maria Chiara Gnocchi, Le Parti pris des périphéries - Les Prosateurs français contemporains, éditions Rieder (1921-1939), Samsa Éditions. Sur l'ouvrage en accès libre[8]
- 2016 : Jean Prugnot,  Des voix ouvrières, Plein Chant.
- 2003 : Henri Poulaille, La Littérature prolétarienne. Chapitre : Auguste Brepson, pp.368-371, suivi d’un chapitre sur Jean Giono.

### Articles
L’Action Française
- 3/01/1929 : Un paragraphe présentant Un gosse signé B.L.

L’Ami du peuple
- 01/02/1929 : N°185 Un gosse par A. Brepson, signé Marcel Arland, pp.283-284

Le Carnet de la Semaine
- 10/03/1929 : Livres lus. Article sur Un gosse signé H.J. Sikorski.

Comoedia
- 22/12/1928 : Rubrique Les Belles Lettres. Le choix de la critique littéraire.

Le Courrier australien
- 15/11/1946 :  La littérature prolétarienne (Rubrique Livres)[9], p.8 signé Jean Prugnot.

Le Cri des Peuples
- 10/01/1929 : Rubrique Vient de paraître : Un gosse. Court article mais dense signé Paul Just[10] repris par Edmond Thomas dans sa postface à Un gosse pour la réédition de 2017.

La Dépêche
- 22/12/1928 : Le Ciel dans le miroir, même article que dans la Gazette de Paris, signé Charles Géniaux
- 19/12/1928 : Quelques précisions sur le prix Goncourt. Article de J.H. Rosny où il défend que le prix Goncourt ne peut être donné à titre posthume

Le Figaro
- 28/04/1931 : Rubrique Courrier des Lettres : Le Prix du roman populiste (même article que L’Intransigeant) signé les Alguazils.
- 19/05/1934 : Rubrique 7… Du temps présent. Un paragraphe consacré à Un gosse.

Le Figaro Supplément littéraire
- 24/09/1922 : Rubrique Petit Courrier des Lettres. Annonce de la sortie dans des revues de souvenirs d’enfance d’A. Brepson, signé Ladvocat

La Flèche
- 27/03/1937 : Article de René Bonnet :  Un oublié, Auguste Brepson[11]

La Gazette de Paris
- 22/12/1928 Anthologie de la presse. Article « Le ciel dans le miroir » article signé Charles Géniaux
- 29/12/1928 : Rubrique Les Échos. Après le Prix Goncourt, justifications de Rosny Aîné

La Grande Revue
- 1/03/1929 : À travers tout l’imprimé. Présentation d’Auguste Brepson et de Un gosse.

La Griffe
- 28/12/1928 : "Un Gosse d'Auguste Brepson et le prix Goncourt", article signé Maurice Peyssou

L’Intransigeant
- 25/11/1928 : Rubrique Les Lettres, 17 lignes sur Brepson et Un gosse signé les Treize
- 25/01/1931 «Le prix du roman populiste… À noter que pour la première fois, le nom d’un écrivain décédé, Auguste Brespon, est retenu pour l’attribution éventuelle d’un prix littéraire » signé les Treize.

Journal des débats politiques et littéraires
- 20/02/1927 : Feuilleton La Repue Franche
- 21/02/1927 : Feuilleton La Repue Franche, suite et fin
- 17/11/1928 : Publications récentes : Un gosse par Auguste Brepson (Rieder) 12 fr.

La Lumière
- 8/12/1928 : Article sur A. Brepson et Un gosse, signé M.M.

Le Matricule des Anges
- n°210, février 2020, article signé Eric Dussert[12] sur la réédition d' Un gosse. L’auteur n’a pas lu la postface de la réédition et présente le roman comme autobiographique.

Les Nouvelles Littéraires
- 26/01/1929 : Rubrique Critique des Livres. 33 lignes sur Un gosse, signé Ph. N.[13]

NRF
- 02/1929 : Article de Marcel Arland[14]

L’Œuvre littéraire
- 20/11/1928 : Le Roman d’un bouquiniste, article sur A. Brepson par Léon Deffoux
- 24/02/1931 : Un pré-populiste, par Pedro. Avec dessin d’Auguste Brepson.

- 18/06/1936 : Publication du premier chapitre de Un Gosse. Publié quotidiennement jusqu’au 16/02/1936 dernier chapitre.

Paris-Soir
- 05/12/1928 : Rubrique Les livres nouveaux… et les hommes. Article « Une voix du peuple Auguste Brepson, enfant de Paris ». Long article avec portrait photographique, signé Élie Richard.

Le Petit Parisien
- 18/12/1928 : Les prix annuels de la Société des Gens de Lettres

Le Peuple
- 5/06/1929 : Glanes Littéraires. À propos d’Un gosse, article signé R. De Marmande
- 10/06/1929 : Article de André-Charles Mercier[16]
- 25/11/1928 : Un gosse, article signé R. Marmande
- 24/01/1926 : Le Taudis, article signé R. Marmande
- 24/01/1926 ; Le Droit au logis, article signé R. Marmande
- 24/09/1927 : Propos, article signé R. Marmande
- 05/06/1929 : Glanes littéraires, signé R. Marmande

Le Populaire
- 19/12/1928 : Rubrique Livres et romans. Un gosse. Article signé A.V.

P.T.T.
- 04/02/1937 : Article de Jean Prugnot

La Révolution prolétarienne
- 01/01/1929 : Rubrique À travers les livres : Un gosse. Article signé M. Ch. (Maurice Chambelland). Repris en 4ème de couverture par la réédition Plein Chant de 2017.

La Revue des jeunes
- 25/11/1928 : Les idées et la vie. Les Lettres. Un gosse par A. Brepson, signé Robert Garric. p.95-120[17].

Revue des Lectures
- 15/01/1929 : Rubrique Romans dont la lecture est proposée aux grandes personnes : Auguste Brepson, Un gosse.

Revue Europe
- 15/05/1929 : Auguste Brepson. Un gosse. Un vol. in 16 (Rieder). Article d’une vingtaine de lignes signé Georges Barbarin[18].

La Revue Limousine
- 15/12/1928 : Rubrique Les livres dont on parle. Article sur Un gosse signé Raymond d’Etiveau

La Vie Ouvrière
- 18/12/1928 : Le Coin Littéraire. Article sur Auguste Brepson et publication du chapitre XIV, Le Noël du gosse (en rapport avec la période de la publication de l’article).